# Abdoulie Sanyang (Jurist)
Abdoulie Sanyang, auch Abdoulaye Sanyang, ist ein gambischer Jurist, Beamter und Politiker. Seit März 2024 ist er Innenminister Gambias.

## Werdegang
Saynang stammt aus Jeffin, Lower River Region. Er hat an der Universität von Gambia Rechtswissenschaft studiert und das Studium mit dem Bachelor of Laws abgeschlossen. Er ist Barrister of Law.
Er war in verschiedenen Positionen bei den Polizeikräften Gambias (Gambia Police Force, GPF) beschäftigt, u. a. als Public Relations und Press Officer und seit Juni 2018 als stellvertretender Generalinspekteur der Polizei. Er nahm an  internationalen Friedensmissionen der UNO in Elfenbeinküste (2004–2005) und Sierra Leone (2000–2001 sowie 2007–2008) teil. Am 9. April 2021 wurde er als Nachfolger des verstorbenen Mamour Jobe zum Generalinspekteur der Polizei ernannt.
Am 14. März 2024 wurde Sanyang vom Präsident Adama Barrow zum Innenminister ernannt. Er trat die Nachfolge von Seyaka Sonko an. 